# Silingen
Silingen är en sjö i Flens kommun och Katrineholms kommun i Södermanland och ingår i Nyköpingsåns huvudavrinningsområde. Sjön har en area på 0,37 kvadratkilometer och ligger 23,2 meter över havet.

## Delavrinningsområde
Silingen ingår i det delavrinningsområde (654421-154111) som SMHI kallar för Inloppet i Älvestasjön. Medelhöjden är 35 meter över havet och ytan är 10,99 kvadratkilometer. Räknas de 24 avrinningsområdena uppströms in blir den ackumulerade arean 237,67 kvadratkilometer. Hedenlundaån som avvattnar avrinningsområdet har biflödesordning 3, vilket innebär att vattnet flödar genom totalt 3 vattendrag innan det når havet efter 58 kilometer. Avrinningsområdet består mestadels av skog (33 procent), öppen mark (19 procent) och jordbruk (40 procent). Avrinningsområdet har 0,61 kvadratkilometer vattenytor vilket ger det en sjöprocent på 5,5 procent.